# Bendición Sánchez
Bendición Sánchez è un dipinto dell'artista spagnolo Julio Romero de Torres, realizzato nel 1904 circa e oggi conservato al museo di belle arti di Cordova.

## Storia
Quest'opera rimase di proprietà della famiglia dell'artista fino al 1988/1989, quando venne acquistata dalla Giunta dell'Andalusia assieme al resto della collezione dalla figlia María Romero de Torres, che nel 1991 venne consegnata al museo di belle arti cordoviano, dove si trova tuttora. Nel 2002 l'opera venne restaurata dalla restauratrice Rosa Cabello. Bendición Sánchez fu anche tra i dipinti del pittore cordoviano esposti alla mostra "Julio Romero de Torres, Social, Modernista y Sofisticado" svoltasi nel 2019.

## Descrizione
Il quadro appartiene al periodo modernista del pittore, che precede quello simbolista, che diverrà il suo stile più famoso. Il dipinto ritrae Bendición Sánchez, un'amica della famiglia dell'artista che fece da modella per altre sue opere. La donna è seduta su una sedia all'aperto, davanti a varie piante e fiori, e indossa un lungo abito bianco. La firma di Julio Romero si trova in basso a destra.